# Madonna del Ghisallo

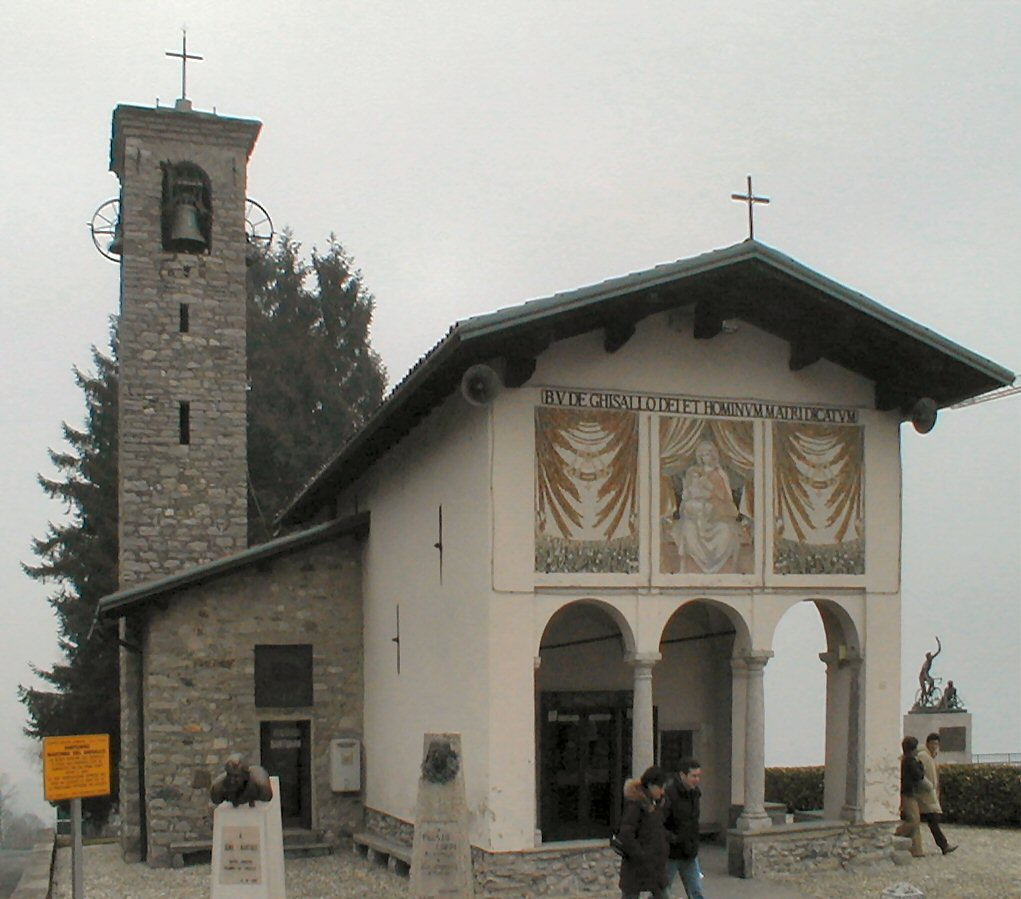
La capilla de Madonna del Ghisallo.

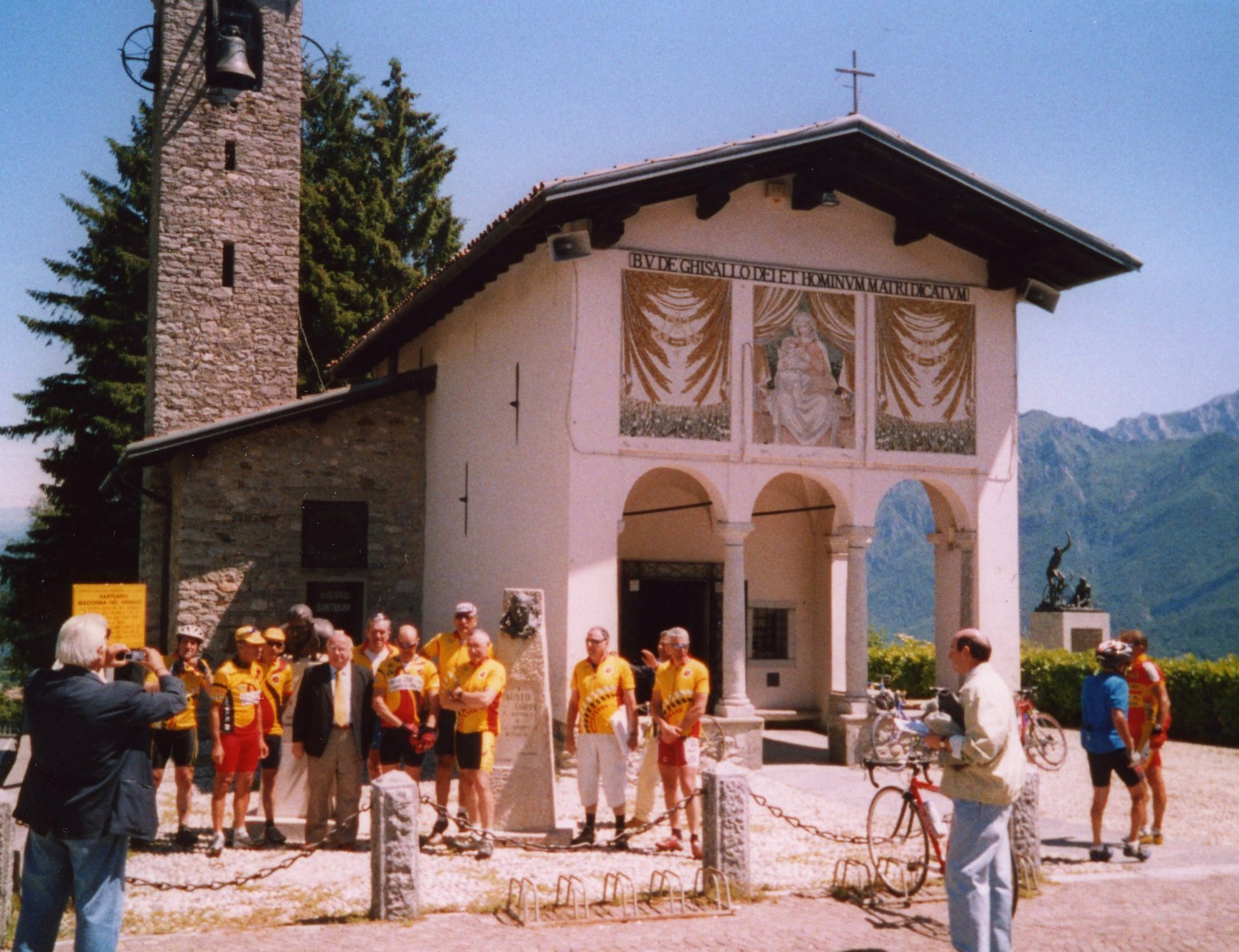
Ciclistas delante de la capilla.

La Madonna del Ghisallo es una pequeña iglesia de Italia situada en Magreglio en la provincia de Como, en la región de Lombardía.
Esta iglesia es conocida por todos los aficionados al ciclismo debido a que se encuentra en la cumbre del puerto de Ghisallo cuya ascensión forma parte del trayecto tradicional del Giro de Lombardía y también a menudo del Giro de Italia.
Madonna del Ghisallo es particularmente venerada por los ciclistas. En 1948 el papa Pío XII la proclamó Patrona universal de los ciclistas. Una antorcha bendecida por el Papa, fue llevada de Roma hasta el santuario por una comitiva de la que los dos últimos relevistas fueron Gino Bartali y Fausto Coppi.
En el santuario se han depositado numerosos recuerdos de ciclistas célebres, en especial las bicicletas de Bartali, Coppi, Eddy Merckx, Felice Gimondi y Francesco Moser y diversas camisetas de corredores.

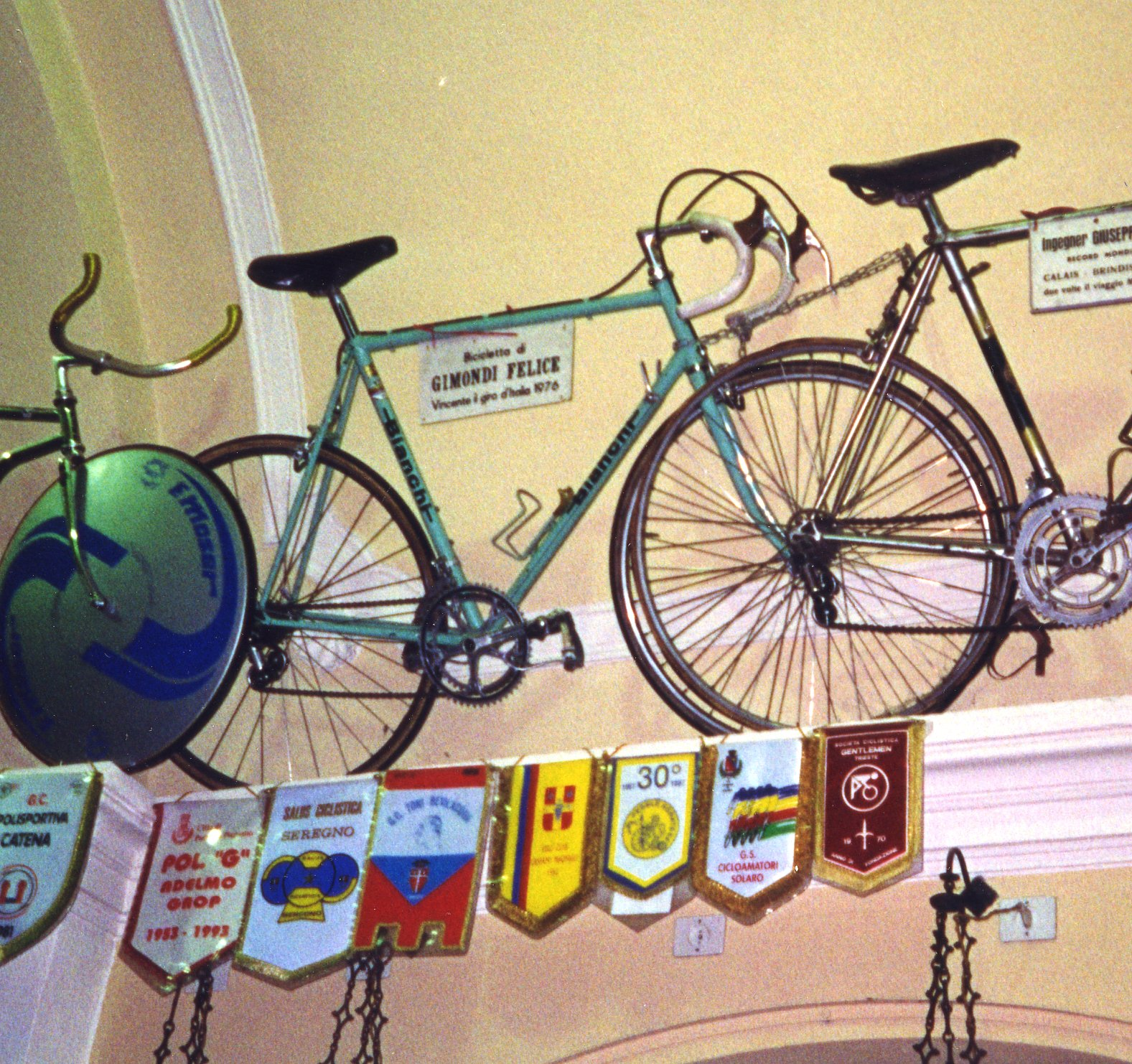
Bicicleta de Gimondi en el Museo.

Junto al santuario hay un Museo del ciclismo que ha sido inaugurado en presencia de Fiorenzo Magni el 14 de octubre de 2006 con motivo del Giro de Lombardía.

## Otros santuarios dedicados al ciclismo
Este santuario tiene otros equivalentes:
- En Canarias: Virgen de la Cuevita, Patrona de los Ciclistas situada en Artenara, Gran Canaria.
- En España: Nuestra Señora de Dorleta que está considerada como la patrona de los ciclistas en España.
- En Francia: la capilla Notre-Dame des Cyclistes situada en Labastide d'Armagnac cerca de Mont-de-Marsan.